# Разум и чувства (фильм, 1995)
«Ра́зум и чу́вства» (англ. Sense and Sensibility) — историческая драма 1995 года, четвёртый полнометражный фильм режиссёра Энга Ли, снятый по мотивам одноимённого романа Джейн Остин 1811 года. Эмма Томпсон написала сценарий и исполнила главную роль Элинор Дэшвуд, а Кейт Уинслет сыграла младшую сестру Элинор Марианну. История повествует о сёстрах Дэшвуд, членах богатой английской семьи землевладельцев, которым приходится сталкиваться с обстоятельствами внезапной бедности. Они вынуждены искать финансовой поддержки в браке. Хью Грант и Алан Рикман играют роли женихов.
Продюсер Линдси Доран, давняя поклонница романа Остин, наняла Томпсон для написания сценария. Она потратила пять лет на многочисленные правки, постоянно работая над сценарием в перерывах между другими фильмами, а также над созданием самого фильма. Студии были обеспокоены тем, что Томпсон — начинающий сценарист — стала автором сценария, но Columbia Pictures согласилась распространить фильм. Хотя изначально предполагалось, что Элинор сыграет другая актриса, Томпсон уговорили взяться за эту роль. Сценарий Томпсон преувеличил богатство семьи Дэшвуд, чтобы сделать дальнейшие сцены их бедности более очевидными для современной аудитории. Он также изменил черты главных героев, чтобы сделать их более привлекательными для современных зрителей. Различные черты Элинор и Марианны были подчёркнуты с помощью образов и придуманных сцен. Ли был выбран режиссёром как за его работу в фильме 1993 года «Свадебный банкет», так и потому, что Доран верила, что он поможет фильму привлечь более широкую аудиторию. Бюджет Ли составил 16 миллионов долларов.
«Разум и чувства» был выпущен 13 декабря 1995 года в Соединённых Штатах. Фильм имел коммерческий успех, заработав 135 миллионов долларов по всему миру, получил подавляющее большинство положительных отзывов после выхода на экраны и множество наград, в том числе 3 премии и 11 номинаций на премию Британской киноакадемии 1995 года. Фильм получил 7 номинаций на премию «Оскар», в том числе за лучший фильм и лучшую женскую роль. Томпсон получила награду за лучший адаптированный сценарий, став единственным человеком, получившим премию «Оскар» как за актёрскую игру, так и за сценарий. «Разум и чувства» способствовали возрождению популярности произведений Остин и привели к появлению множества постановок в схожих жанрах. Фильм по-прежнему считается одной из лучших экранизаций Остин.

## Сюжет
После смерти мистера Дэшвуда его состояние переходит по наследству к сыну от первого брака, Джону Дэшвуду. Вторая жена и её три дочери попадают в затруднительное положение. Она и её дочери — Элинор, Марианна и Маргарет — вынуждены переехать в коттедж, который им любезно предоставляет сэр Джон Миддлтон, дальний родственник миссис Дэшвуд.
Старшие из трёх сестёр — прагматичная Элинор и романтичная Марианна — незамужние леди. Ещё в доме мистера Дэшвуда Элинор знакомится с братом миссис Фанни (жены Джона) — Эдвардом Феррарсом. Обнаружив, что Эдвард и Элинор всерьёз увлечены друг другом, миссис Фанни Дэшвуд пишет матери, и та немедленно отзывает Эдварда в Лондон.
Переехав в Девоншир, семья Дэшвуд знакомится с новыми соседями: сэром Джоном Миддлтоном, миссис Дженнингс и полковником Брэндоном. Полковнику нравится Марианна, но та не проявляет к нему интереса. Миссис Дженнингс рассказывает о печальной судьбе Брэндона: он был разлучён со своей возлюбленной из-за того, что та происходила из бедной семьи.
Однажды, гуляя недалеко от дома, Марианна подворачивает ногу и падает. До дома её доносит на руках лондонский ловелас — Джон Уиллоуби. Марианна безумно влюбляется в него, и некоторое время они проводят вместе. Как-то Уиллоуби просит Марианну о разговоре, они остаются наедине, она ждёт признания в любви и предложения руки и сердца, но он сообщает ей о необходимости внезапного отъезда. Марианна терпит горькие мучения, не понимая, что заставило его так поспешно уехать.
В доме миссис Дженнингс Элинор знакомится с мисс Люси Стил, которая говорит ей по секрету, что уже пять лет помолвлена с Эдвардом Феррарсом. Это большой удар для Элинор, но, в силу своего характера, она предпочитает покориться судьбе. Миссис Дженнингс предлагает юным леди погостить в её лондонском доме. Это шанс для обеих сестёр Дэшвуд и мисс Стил встретиться с любимыми.

Сёстры Дэшвуд и их мать на пикнике

На балу Элинор и мисс Стил представлены Роберту Феррарсу, младшему брату Эдварда, а Марианна встречает Джона Уиллоуби. Находясь в Лондоне, Марианна постоянно писала ему письма, ответа на которые не приходило. Джон делает вид, что едва с ней знаком, и удаляется в другую комнату, где его ждёт невеста. Марианна замыкается в себе. Вскоре родственники Эдварда узнают о тайной помолвке Эдварда Феррарса с мисс Стил. В гневе мать Эдварда лишает его наследства в пользу младшего брата, Роберта.
В лондонский дом миссис Дженнингс приезжает полковник Брэндон, который продолжает любить Марианну, хотя она не уделяет ему внимания и всё ещё не может забыть Уиллоуби. Полковник Брэндон сообщает Элинор, что его бывшая любовь когда-то родила дочь неизвестно от кого. Он присматривал за девочкой до некоторых пор. Недавно он узнал, что она родила ребёнка от одного человека. Им оказался Джон Уиллоуби. Также полковник говорит, что леди Аллен, тётка Уиллоуби, лишила его наследства за такую дерзость в тот самый день, когда он собирался сделать предложение Марианне. Теперь же, выгодно женившись на дочери богатого человека с приданым в пятьдесят тысяч фунтов, Уиллоуби обеспечил себе безбедное существование. Элинор пересказывает слова полковника Марианне. Та старается оправдать Джона.
Полковник Брэндон решает помочь Эдварду, дав ему приход в своём поместье. Так как лично он с Эдвардом не знаком, то просит Элинор рассказать ему об этом предложении. Элинор встречается с Эдвардом и передаёт ему весть о приходе. Она понимает, что Эдвард — человек долга, и, поскольку он дал обещание жениться на мисс Стил раньше, чем встретил и полюбил Элинор, то обязан выполнить его. Элинор желает Эдварду всего хорошего и смиряется со своей судьбой.
Сёстры отправляются домой, по пути заехав к Шарлотте Палмер, дочери миссис Дженнингс. Ещё в Лондоне Марианна узнаёт, что поместье Палмеров в 5,5 милях от усадьбы Джона Уиллоуби. Марианна отправляется туда пешком под проливным дождём. Вскоре её находит полковник Брэндон и относит в дом. Марианна серьёзно заболевает. Ей становится хуже. Полковник Брэндон проявляет заботу и внимание к Марианне, он не может видеть, как она бредит, и умоляет Элинор дать ему возможность хоть как-то помочь больной. Элинор посылает его за матерью, по которой Марианна очень соскучилась и присутствие которой наверняка укрепит её дух. К приезду матери Марианне становится лучше, и она выздоравливает.
Уже дома Марианна вновь начинает общение с полковником Брэндоном. Она ценит то внимание, которое он ей оказывает, и глубину его чувств к ней. Однажды к ним приезжает Эдвард Феррарс. Элинор старается скрыть свои чувства, она поздравляет его со свадьбой. Эдвард в недоумении. Он объясняет, что мисс Стил, узнав, что его лишили наследства, разорвала помолвку с ним и добилась благосклонности его брата, в руках которого оказалось всё наследство. Элинор, узнав, что он не женат, не может скрыть своих чувств, которые так долго таила от всех. Эдвард, понимая, что Элинор тоже неравнодушна к нему, признаётся ей в любви.
Фильм кончается свадьбой Марианны и полковника Брэндона, на которой присутствовали уже поженившиеся Элинор и Эдвард, а также все близкие друзья и родственники жениха и невесты.

## В ролях
- Эмма Томпсон — Элинор Дэшвуд
- Кейт Уинслет — Марианна Дэшвуд
- Джемма Джонс — миссис Дэшвуд
- Элизабет Сприггс — миссис Дженнингс
- Алан Рикман — полковник Брэндон
- Хью Грант — Эдвард Феррарс
- Грег Уайз — Джон Уиллоуби
- Эмили Франсуа — Маргарет Дэшвуд
- Имельда Стонтон — Шарлотта Палмер
- Имоджен Стаббс — Люси Стил
- Джеймс Флит — Джон Дэшвуд
- Гарриет Уолтер — Фанни Дэшвуд
- Роберт Харди — сэр Джон Миддлтон
- Хью Лори — мистер Томас Палмер
- Ричард Ламсден — Роберт Феррарс
- Оливер Форд Дэвис — доктор Харрис
- Том Уилкинсон — мистер Дэшвуд

## Создание
Съёмки фильма проходили в графстве Девон, Англия, в частности в особняках Салтрем-хауз и Флит-хауз, приходской церкви Берри Померой, и в замке Комптон. Часть сцен снималась в поместьях Трафальгар-хауз, Уилтон-хаус, Момпессон-хауз и Монтакью-хауз.

## Награды и номинации
Полный перечень наград — на сайте IMDB.
| Премия                         | Категория                            | Имя                        | Результат |
| ------------------------------ | ------------------------------------ | -------------------------- | --------- |
| Оскар                          | Лучший фильм                         | Линдси Доран               | Номинация |
| Оскар                          | Лучшая женская роль                  | Эмма Томпсон               | Номинация |
| Оскар                          | Лучшая женская роль второго плана    | Кейт Уинслет               | Номинация |
| Оскар                          | Лучший адаптированный сценарий       | Эмма Томпсон               | Победа    |
| Оскар                          | Лучшая операторская работа           | Майкл Коултер              | Номинация |
| Оскар                          | Лучший дизайн костюмов               | Дженни Беван, Джон Брайт   | Номинация |
| Оскар                          | Лучшая музыка к фильму               | Патрик Дойл                | Номинация |
| BAFTA                          | Лучший фильм                         | Линдси Доран, Энг Ли       | Победа    |
| BAFTA                          | Лучшая режиссура                     | Энг Ли                     | Номинация |
| BAFTA                          | Лучшая женская роль                  | Эмма Томпсон               | Победа    |
| BAFTA                          | Лучшая мужская роль второго плана    | Алан Рикман                | Номинация |
| BAFTA                          | Лучшая женская роль второго плана    | Кейт Уинслет               | Победа    |
| BAFTA                          | Лучшая женская роль второго плана    | Элизабет Сприггс           | Номинация |
| BAFTA                          | Лучший адаптированный сценарий       | Эмма Томпсон               | Номинация |
| BAFTA                          | Лучшая операторская работа           | Майкл Коултер              | Номинация |
| BAFTA                          | Лучшая работа художника-постановщика | Лучана Арриги              | Номинация |
| BAFTA                          | Лучший дизайн костюмов               | Дженни Беван, Джон Брайт   | Номинация |
| BAFTA                          | Лучший грим                          | Мораг Росс, Джен Арчибальд | Номинация |
| BAFTA                          | Лучшая музыка к фильму               | Патрик Дойл                | Номинация |
| Золотой глобус                 | Лучший фильм — драма                 |                            | Победа    |
| Золотой глобус                 | Лучшая режиссура                     | Энг Ли                     | Номинация |
| Золотой глобус                 | Лучшая женская роль в драме          | Эмма Томпсон               | Номинация |
| Золотой глобус                 | Лучшая женская роль второго плана    | Кейт Уинслет               | Номинация |
| Золотой глобус                 | Лучший сценарий                      | Эмма Томпсон               | Победа    |
| Золотой глобус                 | Лучшая музыка к фильму               | Патрик Дойл                | Номинация |
| Премия Гильдии киноактёров США | Лучший актёрский состав              |                            | Номинация |
| Премия Гильдии киноактёров США | Лучшая женская роль                  | Эмма Томпсон               | Номинация |
| Премия Гильдии киноактёров США | Лучшая женская роль второго плана    | Кейт Уинслет               | Победа    |